# Андрес Феррарі
Андрес Мартін Феррарі Малвієра (ісп. Andrés Martín Ferrari Malviera; нар. 3 січня 2003, Саусе, Уругвай) — уругвайський футболіст, нападник іспанського клубу «Вільярреал Б».

## Ігрова кар'єра

### Клубна
Андрес Феррарі народився у родині з італійським корінням. Починав займатися футболом в академіях столичних клубів «Пеньяроль» та «Дефенсор Спортінг». У складі останнього Феррарі дебютував на професійному рівні 29 травня 2022 року. В тому ж році разом з клубом Феррарі став переможцем першого в історії розіграшу Кубку Уругваю.
У квітні 2023 року футболіст приєднався до іспанського клубу «Вільярреал», з яким підписав контракт до липня 2028 року. З нового сезону напдник почав виступати за дублюючий склад «Вільярреал Б» у Сегунді.

### Збірна
У 2023 році Андрес Феррарі у складі молодіжної збірної Уругваю став переможцем молодіжного чемпіонату світу в Аргентині.

## Титули
Дефенсор Спортінг
 Переможець Кубка Уругваю: 2022
Уругвай (U-20)
 Переможець молодіжного чемпіонату світу: 2023